# Emiliano Queiroz
Emiliano Queiroz, nome completo Emiliano de Guimarães Queiroz (Aracati, 1º gennaio 1936 – Rio de Janeiro, 4 ottobre 2024), è stato un attore, comico e conduttore televisivo brasiliano.
Fu uno dei pionieri della televisione brasiliana.

## Biografia
Nato nel Ceará da una famiglia con ascendenze portoghesi e olandesi, capì la propria vocazione artistica a soli quattro anni quando suo padre lo portò a vedere un'opera teatrale di Enrique Pérez Escrich. All'età di quattordici entrò a far parte del Teatro Experimental de Arte; poco dopo iniziò a lavorare presso Ceará Rádio Clube. A diciassette anni andò a San Paolo, che raggiunse facendo l'autostop; qui lavorò al Teatro Brasileiro de Comédia (TBC). Tornò poi a Fortaleza per studiare presso l'Università Federale del Cearà, della quale fu uno dei primi laureati. Durante il periodo universitario lavorò come attore, comico, presentatore di programmi, produttore televisivo e scenografo presso TV Ceará.
Dal 1964 recitò in telenovelas, miniserie e film, senza trascurare il palcoscenico. Si specializzò soprattutto nei ruoli comici. Fu nel cast di Ilusões Perdidas, la prima telenovela prodotta da Rede Globo. Interpretò il personaggio di Dirceu Borboleta sia nella telenovela O Bem-Amado (la prima produzione televisiva brasiliana a colori) sia nel telefilm che ne venne tratto in seguito. Insieme a Gloria Madagan sceneggiò la discussa telenovela Anastácia, a Mulher sem Destino. Tra le altre produzioni televisive cui prese parte, vanno menzionate Espelho Mágico (nel ruolo di sé stesso), Doppio imbroglio, Atto d'amore, Eterna Magia e Alma Gêmea. Nel cinema lo si ricorda soprattutto per aver sostenuto la parte del poeta Cláudio Manuel da Costa nella pellicola Tiradentes e per aver vinto il Kikito de Ouro come miglior attore non protagonista al Festival di Gramado nel film Stelinha (nonostante il suo personaggio apparisse appena tre minuti).
La sua lunga carriera teatrale fu coronata con Na Sobremesa da Vida, spettacolo tratto dalla sua autobiografia, pubblicata nella collana Aplauso.
Negli ultimi anni si fece apprezzare per il ruolo sostenuto nella serie TV Under Pressure - Pronto soccorso.
Queiroz è morto il 4 ottobre 2024 all'età di 88 anni per complicazioni cardiache durante un ricovero in ospedale.

## Omaggi
- Gli è stato intitolato un teatro a Fortaleza.